# Sudhaus der Berliner Kindl-Brauerei

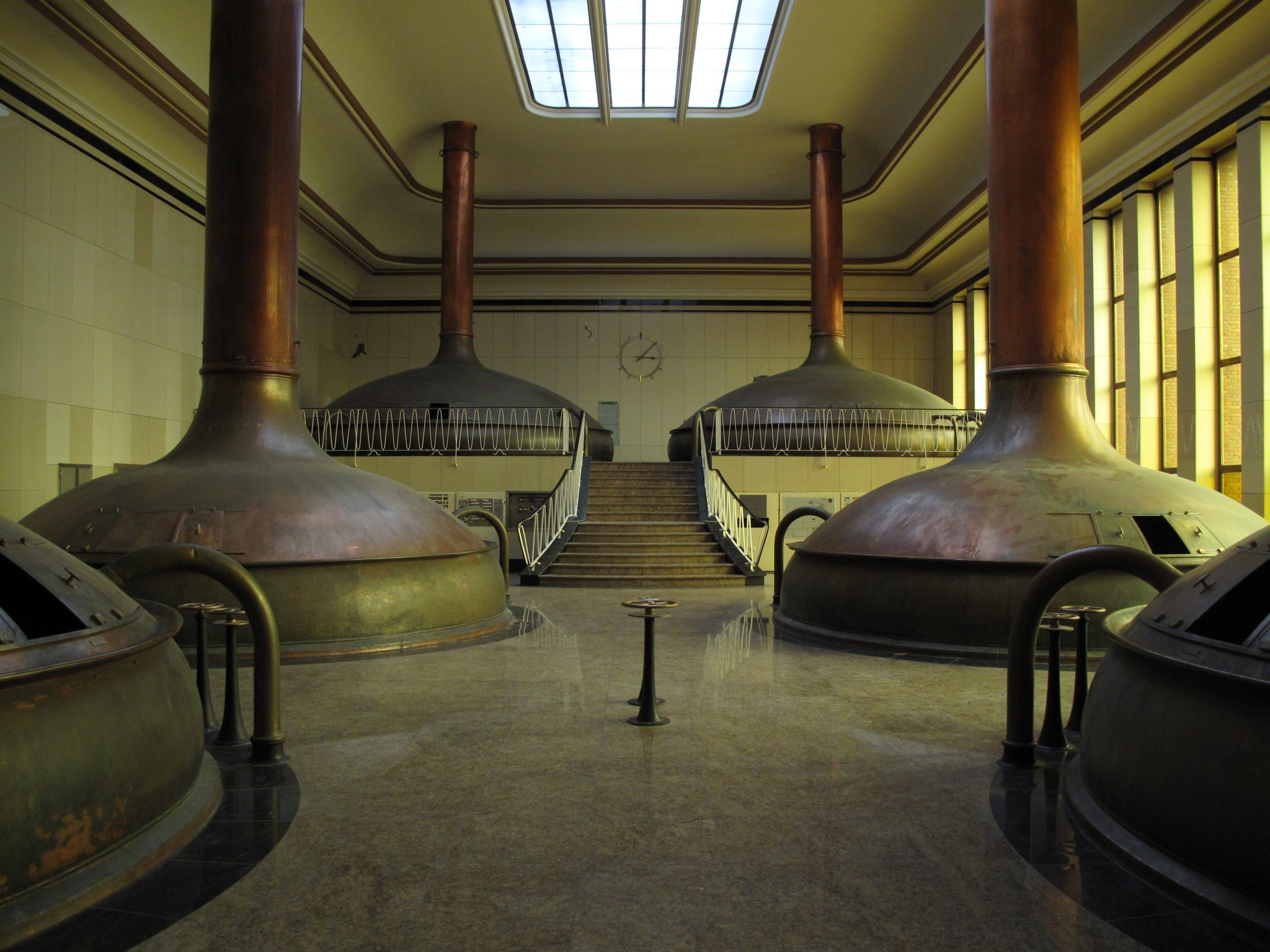
Sudhaus Berliner Kindl Neukölln, 2010

Das Sudhaus der Berliner Kindl-Brauerei ist ein Baudenkmal im Berliner Ortsteil Neukölln. Derzeit wird es für kulturelle Veranstaltungen genutzt.

## Standort und Geschichte

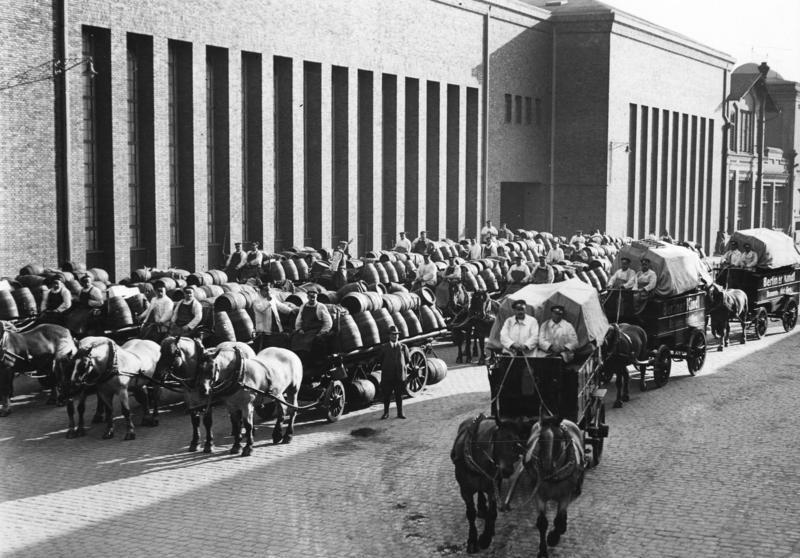
Bierkutscher der Berliner Kindl-Brauerei mit ihren Pferdefuhrwerken auf dem Brauereigelände in Neukölln, 1933

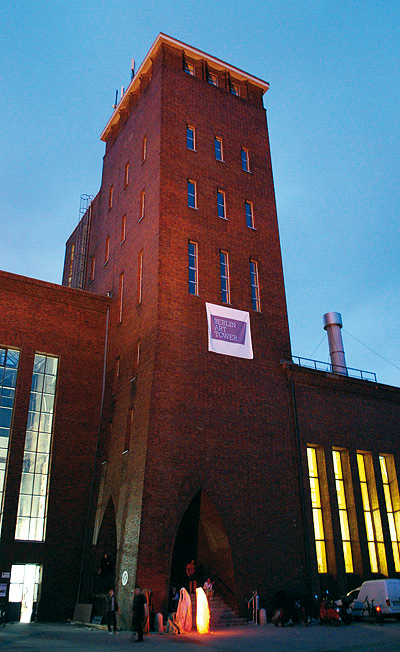
Der Turm des Sudhauses der ehemaligen Berliner Kindl-Brauerei in Neukölln während der Kunstmesse, 2009

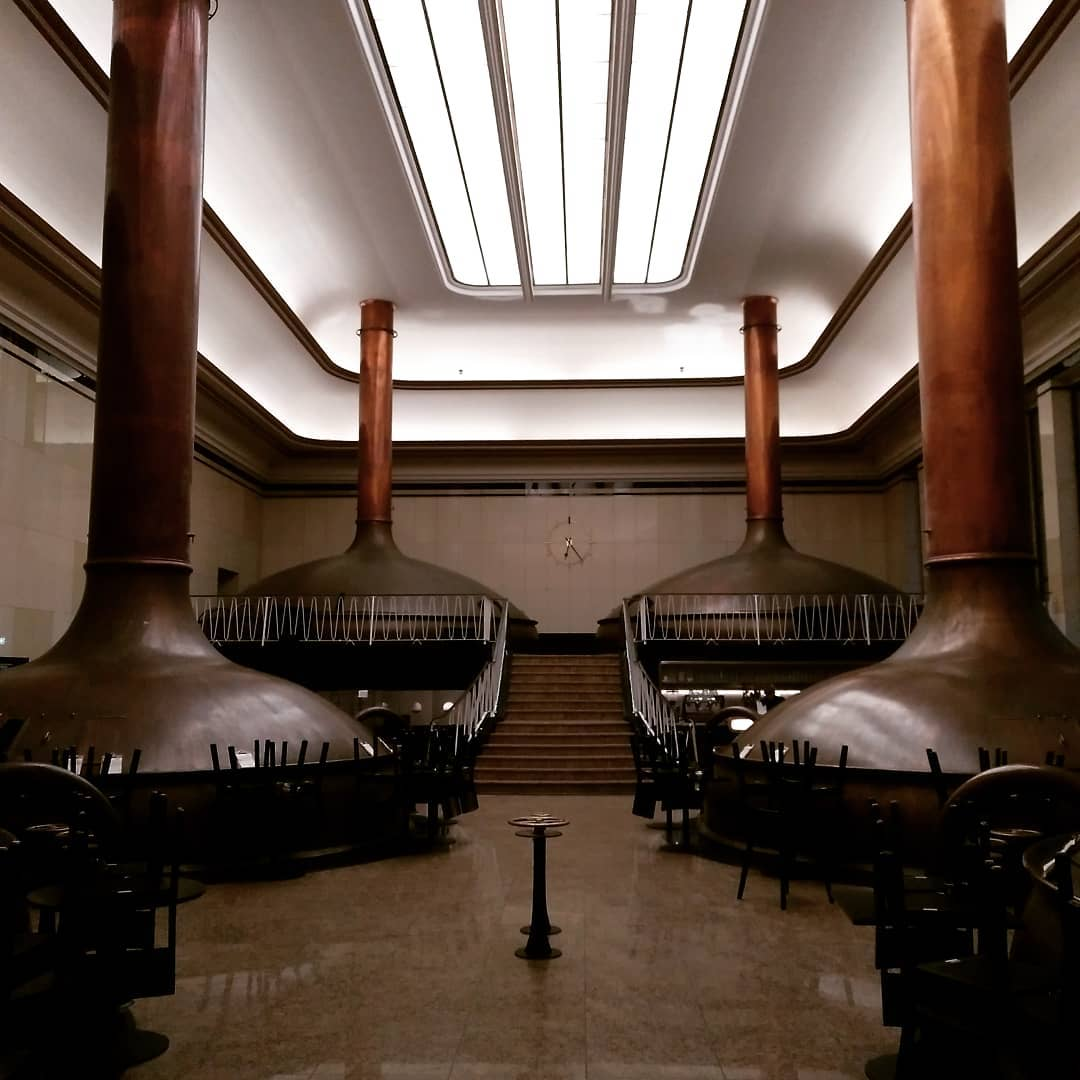
Das Sudhaus, umgebaut als Cafe, 2018

Das Areal der ehemaligen Berliner Kindl-Brauerei mit dem Sudhaus befindet sich an der Werbellinstraße 50. Es wurde zwischen 1926 und 1930 erbaut. Der Entwurf stammt von den Architekten Hans Claus und Richard Schepke, Bauherr war die Berliner Kindl-Brauerei AG. Das Sudwerk wurde nach der Demontage bis 1953 von der Firma Ziemann neu errichtet. Es besteht aus zwei Sudstraßen mit jeweils drei Gefäßen. Das Eichvolumen der Kochpfannen beträgt 705 Hektoliter.

## Heutige Nutzung
Seit der Stilllegung des Standortes im Jahr 2005 wird das Sudhaus für kulturelle Veranstaltungen genutzt. Auf Initiative von Armin Paul findet in der gesamten Brauerei jährlich eine Kunstmesse statt. Unter dem alten Sudhaus befindet sich seit Oktober 2009 die Privatbrauerei Am Rollberg.
Im Herbst 2011 erwarb das deutsch-schweizerische Ehepaar Burkhard Varnholt und Salome Grisard das Sudhaus und die anderen denkmalgeschützten Bauteile und gründete das Kindl-Zentrum für zeitgenössische Kunst.